# Цветная калка
Цветна́я ка́лка — технологический процесс термической обработки низкоуглеродистой стали проводящийся для её цементации. Поверхности, обработанные методом цветной калки, приобретают повышенную твёрдость и характерную окраску в виде ярких цветных разводов. Процесс используется для покрытий некоторых металлических поверхностей коммерческого стрелкового оружия, главным образом дорогих охотничьих ружей.

## Описание процесса
Полированная стальная деталь нагревается в закрытом контейнере в смеси из древесного и костного угля, затем быстро и без доступа воздуха помещается в закалочную ванну.